# Leo di Montefeltro
Leo o Leone (275 circa – San Leo, 366) è stato, secondo la tradizione, uno scalpellino di origine dalmata che nel 301 fu il primo vescovo di Montefeltro (che però venne ufficialmente istituita solo secoli dopo).
È venerato come santo dalla Chiesa cattolica che lo commemora il 1º agosto.

## Agiografia

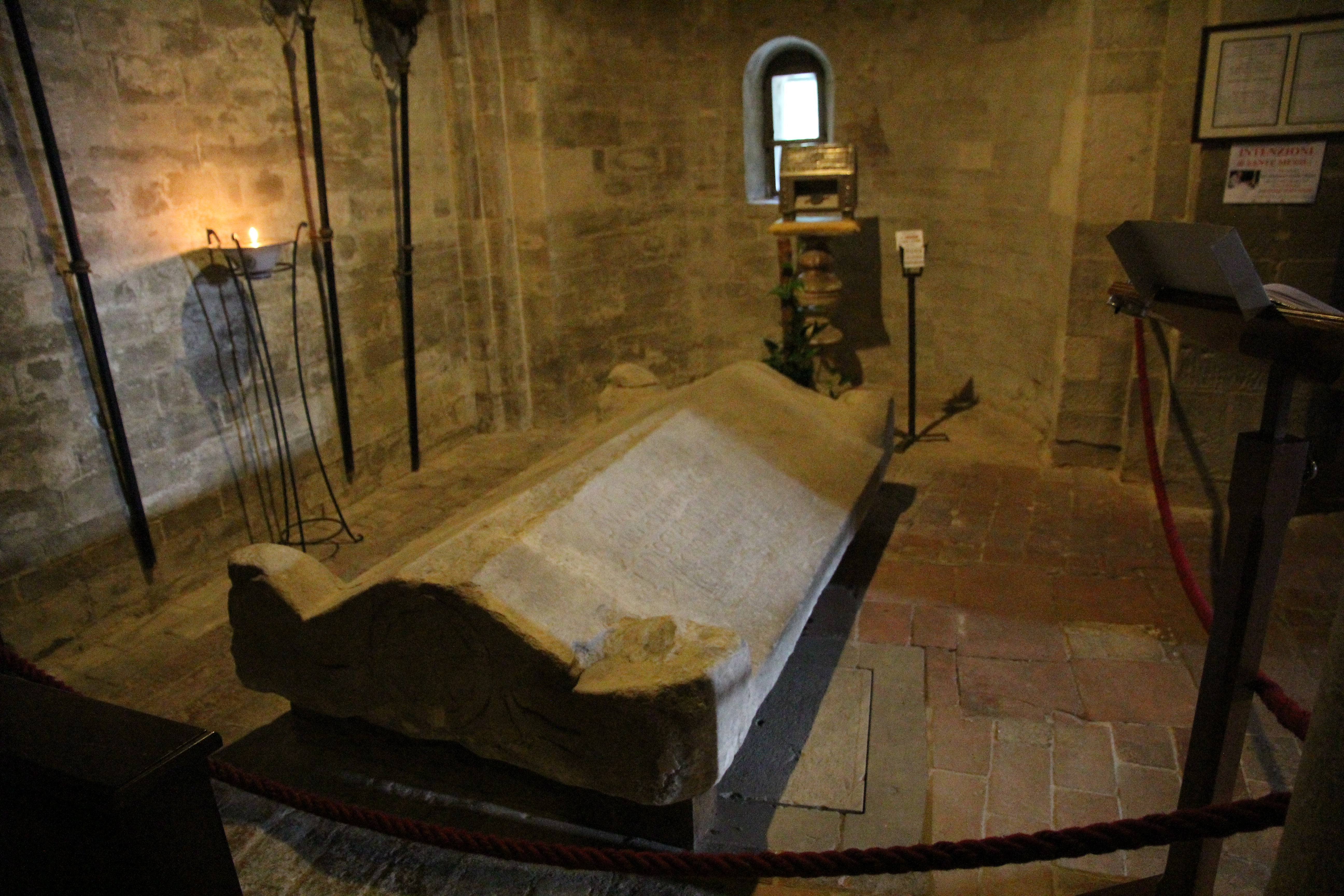
il coperchio del sarcofago del santo conservato all'interno del Duomo di San Leo.

Le vicende legate a san Leo sono giunte fino a noi tramite la Vita Sanctorum Marini et Leonis, più brevemente noto come Vita Sancti Marini. Secondo la Vita, Leo, scalpellino originario dell'isola di Arbe, nella Dalmazia settentrionale, giunse intorno al 297 in Italia, insieme a Marino, per la ricostruzione delle mura di Rimini e per sfuggire alla persecuzione contro i Cristiani iniziata dall'imperatore Diocleziano.

Gli scalpellini, giunti a Rimini, furono inviati per tre anni sul Monte Titano per estrarre e lavorare la roccia. In seguito Marino e Leo si divisero: mentre il primo tornò a Rimini, Leo si rifugiò sul Monte Feliciano (o Monte Feltro) dove edificò un convento e una chiesa. Quest'insediamento sul Monte Feliciano prenderà poi il nome di San Leo. 
Il vescovo di Rimini, Gaudenzio, convocò Leo e Marino per esprimergli la sua riconoscenza. Poi consacrò il primo sacerdote e il secondo diacono. 
Dopo la morte di Leone il suo corpo viene deposto in un sarcofago di pietra (di esso si conserva tutt'oggi il coperchio nel Duomo). Attualmente le sue reliquie sono conservate nella chiesa di Santo Stefano a Ferrara, dove vennero trasferite dalla sede vescovile di Voghenza nel 1083.

## Culto
San Leo, che la Chiesa cattolica ricorda il giorno 1º agosto, oltre ad essere il patrono di San Leo e dell'intera diocesi di San Marino-Montefeltro, è compatrono della Repubblica di San Marino insieme a san Marino e sant'Agata. É, inoltre, patrono dei tagliapietre.